# Andalucia Tennis Experience
L'Andalucia Tennis Experience è un torneo femminile di tennis che si gioca sulla terra rossa. L'evento fa parte della categoria International. Dal 2012 però non si è giocato.

## Albo d'oro

### Singolare
| Anno | Categoria     | Campionessa        | Finalista            | Punteggio     |
| ---- | ------------- | ------------------ | -------------------- | ------------- |
| 2009 | International | Jelena Janković    | Carla Suárez Navarro | 6–3, 3–6, 6–3 |
| 2010 | International | Flavia Pennetta    | Carla Suárez Navarro | 6–2, 4–6, 6–3 |
| 2011 | International | Viktoryja Azaranka | Irina-Camelia Begu   | 6–3, 6–2      |

### Doppio
| Anno | Categoria     | Campionesse                                   | Finaliste                                      | Punteggio        |
| ---- | ------------- | --------------------------------------------- | ---------------------------------------------- | ---------------- |
| 2009 | International | Klaudia Jans-Ignacik Alicja Rosolska          | Anabel Medina Garrigues Virginia Ruano Pascual | 6–3, 6–3         |
| 2010 | International | Sara Errani Roberta Vinci                     | Marija Kondrat'eva Jaroslava Švedova           | 6–4, 6–2         |
| 2011 | International | Nuria Llagostera Vives Arantxa Parra Santonja | Sara Errani Roberta Vinci                      | 3–6, 6–4, [10–5] |